# Jetišov
Jetišov je malá vesnice, část obce Nihošovice v okrese Strakonice v Jihočeském kraji. Nachází se asi tři kilometry severozápadně od Nihošovic. Je zde evidováno 20 adres. V roce 2011 zde trvale žilo 22 obyvatel.
Jetišov je také název katastrálního území o rozloze 2,28 km². Jetišov netvoří s Nihošovicemi souvislé území; obě části obce od sebe odděluje katastrální území Radkovice obce Úlehle.

## Historie
První písemná zmínka o vesnici pochází z roku 1253, kdy zde sídlil vladyka Bohuslav. V 16. století zde bylo svobodnictví, které patřilo k statku v Doubravici, poté náleželo majitelům v Česticích.

## Obyvatelstvo
| Rok            | 1869 | 1880 | 1890 | 1900 | 1910 | 1921 | 1930 | 1950 | 1961 | 1970 | 1980 | 1991 | 2001 | 2011 | 2021 |
| -------------- | ---- | ---- | ---- | ---- | ---- | ---- | ---- | ---- | ---- | ---- | ---- | ---- | ---- | ---- | ---- |
| Počet obyvatel | 120  | 124  | 127  | 155  | 153  | 138  | 128  | 85   | 70   | 66   | 45   | 28   | 19   | 22   | 32   |
| Počet domů     | 20   | 20   | 20   | 20   | 19   | 20   | 20   | 20   | 20   | 17   | 14   | 15   | 21   | 21   | 19   |

## Obecní správa
Při sčítání lidu v letech 1850–1960 Jetišov byl samostatnou obcí v okrese Strakonice. V letech 1961–1973 byl částí obce Úlehle v okrese Strakonice. Od 1. ledna 1974 je částí obce Nihošovice v okrese Strakonice. Poté se Úlehle opět osamostatnila, ale Jetišov již zůstal součástí Nihošovic. V letech 1850–1880 k obci patřily Zahorčice a v letech 1850–1918 také Němčice.

## Pamětihodnosti
Sakrální památkou je zde kaple Panny Marie Růžencové. V jihovýchodní části vesnice se nachází zemědělská usedlost čp. 5 se selsko-barokním štítem s nikou z poloviny 19. století, chráněná coby kulturní památka ČR.

## Galerie

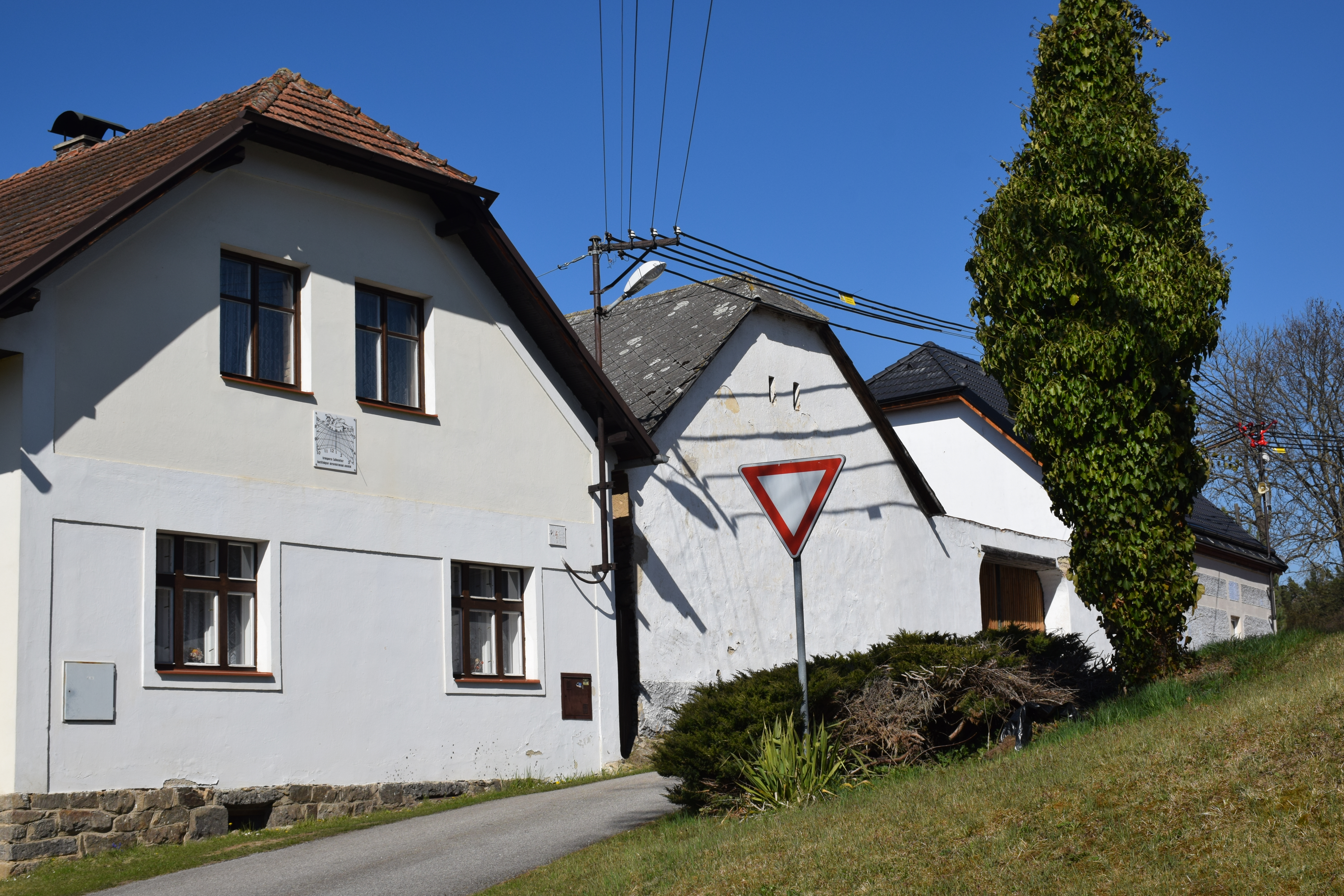
Náves
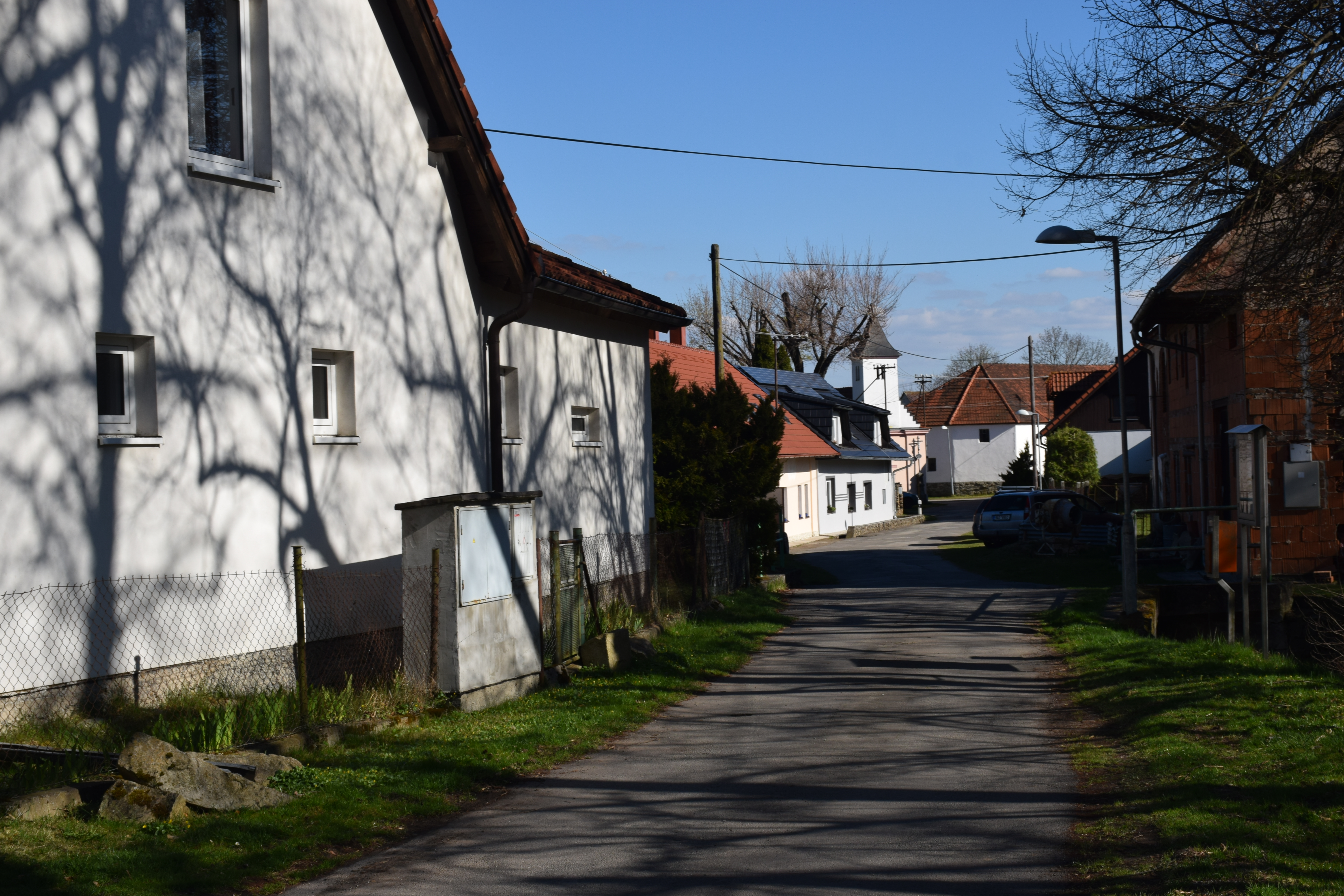
Pohled do vsi
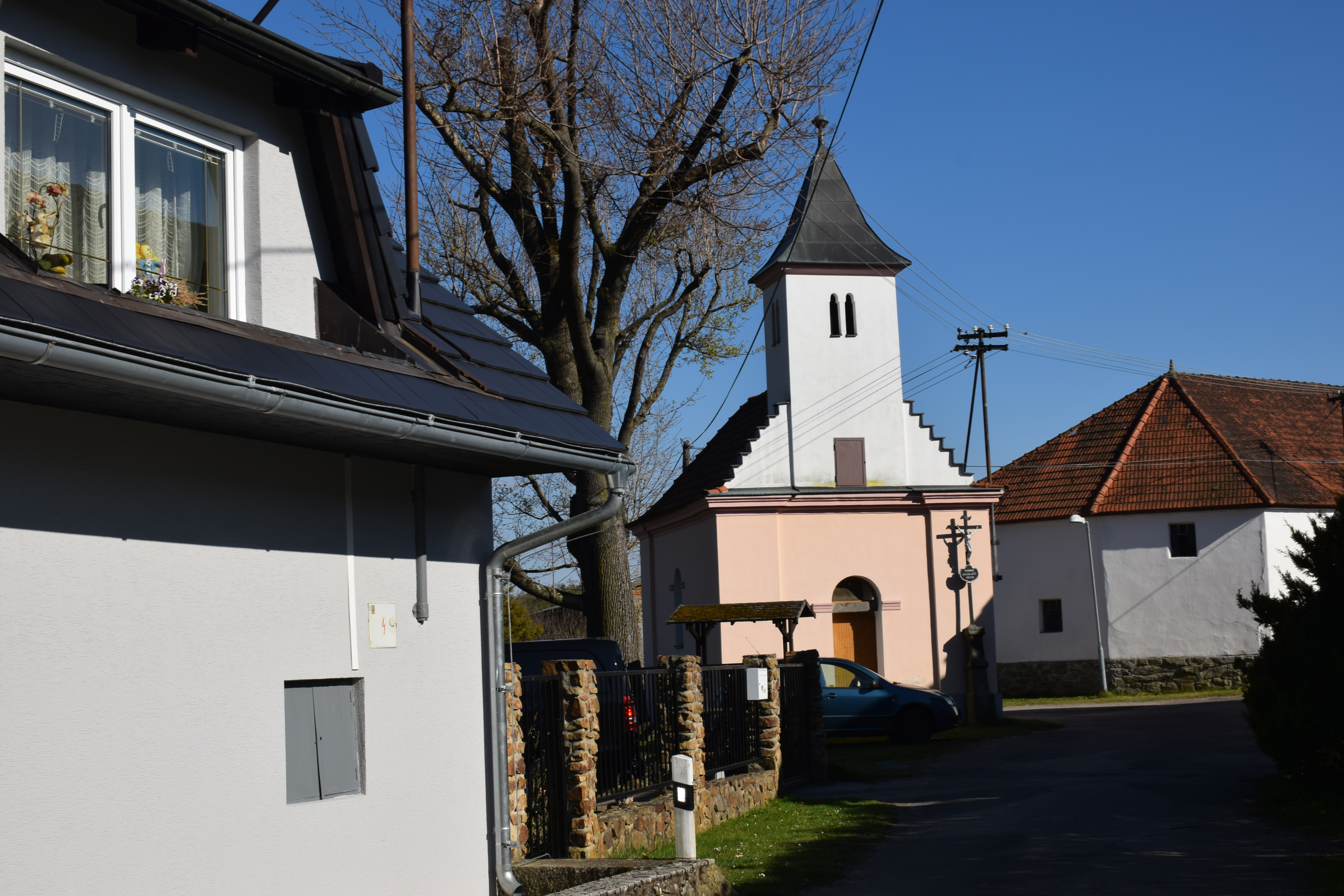
Kaple
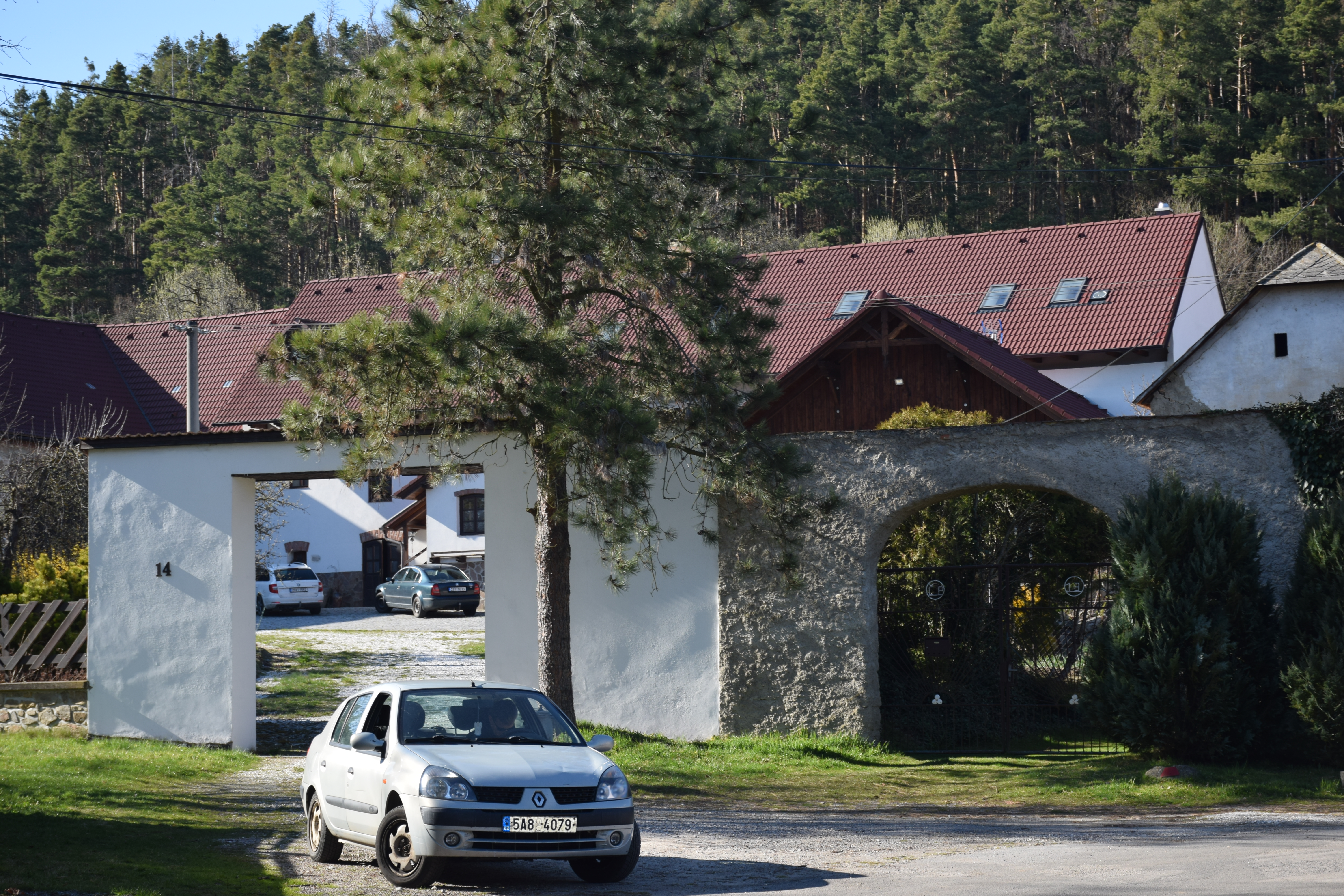
Statek